# Вустер (округ, Меріленд)
Шаблон:StateAbbr_ 38°14′ пн. ш. 75°17′ зх. д. / 38.23° пн. ш. 75.28° зх. д.
Округ  Вустер (англ. Worcester County) — округ (графство) у штаті  Меріленд, США. Ідентифікатор округу 24047.

## Історія
Округ утворений 1742 року.

## Демографія
За даними перепису 
2000 року 
загальне населення округу становило 46543 осіб, зокрема міського населення було 29531, а сільського — 17012.
Серед мешканців округу чоловіків було 22695, а жінок — 23848. В окрузі було 19694 домогосподарства, 13278 родин, які мешкали в 47360 будинках.
Середній розмір родини становив 2,79.
Віковий розподіл населення поданий у таблиці:
| Стать    | До 15 років | 15-21 | 22-29 | 30-39 | 40-49 | 50-65 | 65-85 | Понад 85 |
| -------- | ----------- | ----- | ----- | ----- | ----- | ----- | ----- | -------- |
| Чоловіки | 4036        | 1767  | 1740  | 3195  | 3388  | 4361  | 3973  | 235      |
| Жінки    | 3830        | 1544  | 1815  | 3239  | 3441  | 4836  | 4549  | 594      |

## Суміжні округи
- Сассекс, Делавер — північ
- Аккомак, Вірджинія — південь
- Сомерсет — захід
- Вікоміко — північний захід

## Виноски
1. ↑  U.S. Decennial Census. United States Census Bureau. Архів оригіналу за 26 квітня 2015. Процитовано 14 вересня 2014.
2. ↑  Historical Census Browser. University of Virginia Library. Архів оригіналу за 11 серпня 2012. Процитовано 14 вересня 2014.
3. ↑  Population of Counties by Decennial Census: 1900 to 1990. United States Census Bureau. Архів оригіналу за 31 жовтня 2014. Процитовано 14 вересня 2014.
4. ↑  Census 2000 PHC-T-4. Ranking Tables for Counties: 1990 and 2000 (PDF). United States Census Bureau. Архів оригіналу (PDF) за 18 грудня 2014. Процитовано 14 вересня 2014.
5. ↑  State & County QuickFacts. United States Census Bureau. Архів оригіналу за 22 липня 2011. Процитовано 24 серпня 2013.(англ.) Наведено за англійською вікіпедією.
6. ↑  American FactFinder. Бюро перепису населення США. Архів оригіналу за 26 лютого 2012. Процитовано 31 січня 2008.

| США | Це незавершена стаття з географії США. Ви можете допомогти проєкту, виправивши або дописавши її. |